# Асланикашвили, Александр Фёдорович
Александр Фёдорович Асланикашвили (груз. ალექსანდრე ასლანიკაშვილი; 17 марта 1916 — 25 ноября 1981) — грузинский географ-картограф. Доктор географических наук (1969). Член-корреспондент Академии наук Грузии (1979). Профессор и заведующий кафедрой картографии и геодезии Тбилисского государственного университета (1973-81). Директор Института географии имени Вахушти Багратиони (1980-81).

## Биография
А. Ф. Асланикашвили в 1939 году окончил геолого-географический факультет Тбилисского государственного университета. В 1941 году был призван в Советскую армию в качестве картографа штаба Закавказского фронта. После окончания войны в 1945 году был направлен на работу в Министерство иностранных дел Грузинской ССР.
С 1951 году работал и Институте географии имени Вахушти Багратиони в должности ученого секретаря. В том же году он защитил кандидатскую диссертацию, а в 1969 году — докторскую. С 1953 года работал в Тбилисском государственном университете доцентом, а в 1955-57 годах — деканом геолого-географического факультета.
В 1957—1981 годах руководил отделом картографии Института географии имени Вахушти Багратиони. С 1979 года он был назначен заместителем директора по научной работе Института, а в 1980 году — директором.
А. Ф. Асланикашвили разработал оригинальную методику картографирования различных природных и экономических объектов горных стран, которая была полностью применена при создании Атласа Грузинской ССР (1964). А. Ф. Асланикашвили является основоположником теоретической картографии в Грузии, автором более 100 оригинальных карт различной тематики. Среди его теоретико-картографических исследований — несколько монографий, в которых впервые поставлены и решены автором наиболее важные в методологическом отношении проблемы картографической науки. Научные труды принесли А. Ф. Асланикашвили заслуженное признание не только в Грузии, но и в мире в целом.
Большой заслугой А. Ф. Асланикашвили является подготовка к изданию карт первой половины XVIII века, составленных Вахушти Багратиони. В последние годы жизни плодотворно работал в области методологических проблем географической науки. Его теоретические работы в этой области имеют международный резонанс. Труды А. Ф. Асланикашвили «Новые подходы к решению методологических проблем современной географической науки» (1979) и «Человек и природа в географической науке» (1981) являются интересной попыткой философского осмысления общих теоретических вопросов картографии и географии. По А. Ф. Асланикашвили, предметом исследования картографии является конкретное пространство объективной реальности и его временное изменение. Создал логико-методологическую систему картографии в виде «большой триады», элементы которой органически взаимосвязаны друг с другом: «предмет — метод — язык». На основе этих работ на свет появилась объединяющая концепция в картографии — метакартография — общая теория картографии как системы. В концепции метакартографии географическая картография рассматривается не как составляющая часть географии как системы, а является её логико-методологической основой.
В 1999 году японский картограф Тоситомо Канакубо издал в Токио «Метакартографию» А. Ф. Асланикашвили на японском языке. Вёл активную общественную работу. Был награждён двумя орденами «Знак Почета», несколькими медалями, почетными грамотами и дипломами. Лауреат Государственной премии Грузии (1971).